# مدرع منقب
المدرع المنقب (الاسم العلمي: Calyptophractus) هو جنس من الحيوانات يتبع فصيلة المدرعات المتدثرة وأشباهها من رتبة الحزاميات.

## أنواع المدرع المنقب
- مدرع منقب مدملك